# Guerre de l'eau en France
La guerre de l'eau en France est une expression utilisée pour désigner l'ensemble des conflits d'usage liés à l'utilisation de la ressource en eau douce en France. Ils concernent essentiellement des questions de privatisations des ressources en eau dans un contexte de stress hydrique et des oppositions entre usagers dans le cadre de restrictions portées par les autorités.

## Situation
En 2020, l'Assemblée nationale produit un rapport d'information de la mission d'information sur la gestion des conflits d’usage en situation de pénurie d’eau.
La notion de « conflits d’usage » désigne des conflits – souvent nés à la suite de la modification d’un équilibre existant – au sein desquels plusieurs acteurs se font concurrence sur l’utilisation d’une ressource spatialisée. Leurs activités, antagonistes ou compétitives, peuvent présenter des intérêts en apparence inconciliables. Un conflit d’usage porte, tour à tour ou de manière cumulative, sur la gestion, l’appropriation, l’exploitation, l’altération ou la destruction d’une ressource naturelle, d’un milieu ou encore d’un service.

## Variété des situations

### Retenues
S’agissant des retenues d'eau multi-usages, des désaccords existent quant à leur utilisation, certains acteurs souhaitant les déstocker pendant l’été (notamment les irrigants, les pêcheurs, les gestionnaires de canaux, etc.) et d’autres limiter leur déstockage (hydroélectriciens, acteurs du tourisme sur les lacs, services de lutte contre les incendies, etc.).
La question de la hiérarchisation des usages et de la privatisation de l’eau est posée avec la création de retenues à vocation principalement agricole, notamment du fait qu'elles peuvent être financées pour certaines à hauteur de 70 % par de l’argent public. Elles privilégient en effet certains propriétaires/usagers face aux autres acteurs et activités à l'échelle d'un bassin versant, souvent par ailleurs dans des bassins présentant un déséquilibre entre les ressources en eau disponibles et les usages qui en sont faits. Pour les opposants, ces retenues constituent, en lien avec le réchauffement climatique, un risque pour l’augmentation de la sévérité et de la longueur des sécheresses. Elles sont source d’une perte en quantité et en qualité d’eaux nécessaire au bon équilibre des milieux, mais aussi sources d’iniquité entre agriculteurs, et représentatives d’un modèle agricole productiviste jugé périmé. Il s'agit, selon eux, d'une mal-adaptation au changement climatique. Pour les tenants des retenues d'eau, elles sont la solution d’une agriculture raisonnée, en attente d’une agriculture vraiment durable, à défaut de laquelle on assistera à une irrigation importée non durable. Elles doivent être accompagnées d’un projet de territoire unissant l’ensemble des acteurs de l’eau autour d'objectifs de maintien et d'enrichissement des milieux.

### Privatisation et commercialisation
Plusieurs compagnies privées exploitent des nappes phréatiques dans un but commercial en France. Dans certains cas, notamment lors d'asséchement des nappes, des conflits apparaissent entre ces exploitations et les riverains,.

### Bibliographique
- Sur le front : La guerre de l'eau en France